# Risikogebiet (Epidemiologie)
In der Epidemiologie bezeichnet man als Risikogebiet „ein Gebiet, in dem für Personen, die sich dort aufhalten, im Vergleich zu anderen Gebieten ein deutlich erhöhtes spezifisches Infektions- oder Erkrankungsrisiko nachgewiesen ist.“ In einem Risikogebiet werden aus epidemiologischer Sicht besondere Maßnahmen zur Infektionsprävention empfohlen. Risikogebiete können sich zu hyperendemischen Regionen bzw. zu Epidemie-Regionen mit anhaltend hohen Quoten an Neuinfektionen weiterentwickeln, wenn es nicht gelingt, die Infektionskette in dem „Hotspot“ zu unterbrechen und die Zahl der Neuinfektionen deutlich zu reduzieren.
In Deutschland wurden im Zusammenhang mit der COVID-19-Pandemie in Deutschland offiziell (auch als solche bezeichnete) „Risikogebiete“ im Ausland ausgewiesen, für die Reiseeinschränkungen galten. In offiziellen Dokumenten, die sich auf die Verhältnisse innerhalb Deutschlands bezogen, wurde im Kontext dieser Pandemie weitgehend auf die Benutzung des Begriffs Risikogebiet verzichtet, anders als in einem Großteil der Medien. Bund und Ländern beschlossen ab Mai 2020 besondere Infektionsschutzmaßnahmen für Regionen mit verstärktem Infektionsgeschehen (so der offizielle Sprachgebrauch am Anfang der Pandemie) innerhalb Deutschlands. Diese Gebiete wurden von Politik und Medien später als „Hotspots“ bezeichnet. In der Regel beziehen sich Maßnahmen zur Eindämmung und Reduzierung von Epidemien auf Gebietskörperschaften.

## Unterschied zwischen Risikogebieten und hyperendemischen Regionen
Eine hyperendemische Region bzw. ein geografisches Fall-Cluster ist eine Region mit einer akut erhöhten lokalen Inzidenz. Das Beiwort hyperendemisch bedeutet: „eine anhaltende hohe Anzahl an Neuerkrankungen (Inzidenzen)“. Abzugrenzen ist eine hyperendemische Region von einem Gebiet mit einer hohen Häufigkeit des Auftretens oder Wiederauftretens von Krankheiten oder arzneimittelresistenten Stämmen (englisch emergence hotspot). Ebenso unterscheidet sich eine hyperendemische Region von einem Übertragungs-Hotspot (englisch transmission hotspot), also einem Gebiet mit einer erhöhten Übertragungseffizienz (zum Beispiel eine erhöhte Basisreproduktionszahl). Umgangssprachlich werden all diese unterschiedlichen Phänomene meist ungenau als „Hotspot“ bezeichnet, aber auch politische Entscheidungsträger und Forscher der öffentlichen Gesundheit nehmen oft keine Unterscheidung vor, wobei die Gefahr besteht, dass dieser nützliche Begriff durch Ungenauigkeit oder Überbeanspruchung in der Verwendung unbrauchbar gemacht wird. Laut Robert Koch-Institut ist eine Epidemie-Region eine Region mit einer akut erhöhten lokalen Inzidenz. Als Richtwert dient eine 7-Tages-Inzidenz von mindestens 50 pro 100.000 Einwohner.
Im Fall von Risikogebieten besteht die Hoffnung, dass die akut erhöhten Inzidenzen nicht anhaltend sind, sondern sich durch gezielte Maßnahmen erfolgreich zurückführen lassen.
Im Frühjahr und im Sommer 2020 (bis zum August) erwies sich keine kritisch erhöhte Inzidenz in Deutschland als anhaltend.
Im Oktober 2020 hingegen setzte in vielen Gebietskörperschaften in Deutschland ein exponentielles Wachstum der COVID-19-Fälle ein. Gut zu erkennen ist der Phasenwechsel am Beispiel des Landkreises Vechta. Der COVID-19-Ausbruch in einem Seniorenheim in der Stadt Vechta führte am 3. Oktober 2020 zu einer Verdoppelung der 7-Tage-Inzidenz des Landkreises. Das vom Frühjahr und Sommer 2020 her bekannte Muster (am achten Tag nach einem Ausbruch sinkt die Zahl der Fälle wieder) schien sich zunächst zu bestätigen; denn am 10. Oktober unterschritt die Quote tatsächlich wieder den kritischen Wert. Ab dem 12. Oktober stieg sie jedoch wieder und verblieb den Rest des Jahres 2020 im kritischen Bereich.

## COVID-19-Pandemie in Deutschland

### „Risikogebiet“

#### Definition nach deutschem Recht
Gem. § 2 Nr. 17 des Infektionsschutzgesetzes (IfSG) ist ein Risikogebiet im Sinne des IfSG „ein Gebiet außerhalb der Bundesrepublik Deutschland, für das vom Bundesministerium für Gesundheit im Einvernehmen mit dem Auswärtigen Amt und dem Bundesministerium des Innern, für Bau und Heimat ein erhöhtes Risiko für eine Infektion mit einer bestimmten bedrohlichen übertragbaren Krankheit festgestellt wurde.“ Die Einstufung als Risikogebiet erfolgt erst mit Ablauf des ersten Tages nach Veröffentlichung der Feststellung durch das Robert Koch-Institut (RKI) im Internet. Von „innerdeutschen Risikogebieten“ ist nur in nicht-amtlichen Texten die Rede. Nur im schleswig-holsteinischen Landesrecht wurde bis zum 6. Oktober 2020 der Begriff „inländisches Risikogebiet“ verwendet.
Länder oder Landesteile, in denen ein besonders hohes Infektionsrisiko durch das verbreitete Auftreten bestimmter SARS-CoV-2 Virusvarianten besteht, werden als „Virusvarianten-Gebiete“ und Länder mit besonders hohem Infektionsrisiko durch besonders hohe Inzidenzen für die Verbreitung des Coronavirus SARS-CoV-2 als „Hochinzidenzgebiete“ bezeichnet.
Die Einstufung als Risikogebiet basiert auf einer zweistufigen Bewertung. Zunächst wird festgestellt, in welchen Staaten/Regionen es in den letzten sieben Tagen mehr als 50 Neuinfizierte pro 100.000 Einwohner gab. In einem zweiten Schritt wird nach qualitativen und weiteren Kriterien festgestellt, ob z. B. für Staaten/Regionen, die den genannten Grenzwert nominell über- oder unterschreiten, dennoch die Gefahr eines nicht erhöhten oder eines erhöhten Infektionsrisikos vorliegt. Für die EU-Mitgliedstaaten wird insbesondere die nach Regionen aufgeschlüsselte Karte des Europäischen Zentrums für die Prävention und die Kontrolle von Krankheiten (ECDC) berücksichtigt, die Daten zur Rate der SARS-CoV-2-Neuinfektionen, zur Testpositivität und zur Testrate enthält. Maßgeblich für die Bewertung sind insbesondere die Infektionszahlen und die Art des Ausbruchs (lokal begrenzt oder flächendeckend), Testkapazitäten sowie durchgeführte Tests pro Einwohner sowie in den Staaten ergriffene Maßnahmen zur Eindämmung des Infektionsgeschehens (Hygienebestimmungen, Kontaktnachverfolgung etc.). Ebenso wird berücksichtigt, wenn keine verlässlichen Informationen für bestimmte Staaten vorliegen.
Am 14. Juli 2020 wurde das Großherzogtum Luxemburg, ein unmittelbar ein Deutschland angrenzender Staat, zum „Risikogebiet“ erklärt. Das Auswärtige Amt begründete dies mit einer dauerhaft zu hohen 7-Tages-Inzidenz und einer starken Zunahme der Neuinfektionen mit SARS-CoV-2. Einreisende aus Luxemburg mussten sich daher einer Quarantänepflicht unterwerfen. Ab dem 8. August 2020 waren sie darüber hinaus zur Teilnahme an einem COVID-19-Test verpflichtet. Als Folge des Absinkens der 7-Tages-Inzidenz unter den Wert von 50 Neu-Infektionen auf 100.000 Einwohner wurde die Einstufung Luxemburgs als Risikogebiet am 20. August 2020 wieder aufgehoben.
Anfang Oktober 2020 gab es in der Europäischen Union 17 Staaten, in denen Risikogebiete im Sinn der Definition des Robert Koch-Instituts lagen, so dass das Auswärtige Amt vor Reisen in diese Gebiete abriet. In den Fällen Belgien, Luxemburg, Spanien und Tschechien galt das gesamte Land als Risikogebiet.

##### Besondere Einreisebestimmungen
Auf Basis der Ermächtigungsgrundlage in § 36 Abs. 8–10 IfSG hat die Bundesregierung erstmals am 13. Januar 2021 eine Coronavirus-Einreiseverordnung erlassen um „die Bevölkerung in der Bundesrepublik Deutschland vor dem Eintrag weiterer Infektionen sowie in Deutschland noch nicht verbreitet vorkommenden Virusvarianten mit ernst zu nehmenden Eigenschaftsveränderungen zu schützen.“ Die CoronaEinreiseV regelte zunächst befristet bis zum 31. März 2021 ergänzend zu den Quarantäneregelungen der Länder einheitlich Anmelde-, Test- und Nachweispflichten der Einreisenden sowie Pflichten von Verkehrsunternehmen und Mobilfunknetzbetreibern im Zusammenhang mit der Einreise in die Bundesrepublik Deutschland nach Aufenthalt in einem Risikogebiet.
Die CoronaEinreiseV wurde seitdem mehrmals verlängert und geändert.
Die aktuelle Coronavirus-Einreiseverordnung gilt seit dem 15. Januar 2022. Sie tritt mit Ablauf des 3. März 2022 außer Kraft (§ 14 CoronaEinreiseV).

##### Verlust des Anspruchs auf Verdienstausfall
Haben sich Arbeitnehmer im Urlaub mit COVID-19 infiziert, haben sie grundsätzlich Anspruch auf Entgeltfortzahlung im Krankheitsfall. Dieser Anspruch kann nach einer Reise in ein Risikogebiet wegen eines Verschuldens allerdings ausgeschlossen sein. Muss sich der Arbeitnehmer aufgrund landesrechtlicher Bestimmungen nach der Rückkehr in Quarantäne begeben, besteht auch kein Anspruch auf eine Entschädigung nach § 56 Abs. 1 Satz 1 und 2 IfSG, wenn er durch Nichtantritt einer vermeidbaren Reise in ein bereits zum Zeitpunkt der Abreise eingestuftes Risikogebiet ein Verbot in der Ausübung seiner bisherigen Tätigkeit oder eine Absonderung hätte vermeiden können.

#### Europäische Union
Auch Deutschland bzw. einzelne Regionen in Deutschland erscheinen aus der Sicht anderer EU-Staaten als „Risikogebiet(e)“. Die Definition des Robert Koch-Instituts gilt dort allerdings nicht als Kriterium zur Beurteilung anderer Staaten. So müssen sich beispielsweise in Lettland Reisende in Quarantäne begeben, wenn sie aus einem Gebiet mit mehr als 15 Neuinfektionen in den vergangenen 7 Tagen anreisen.
Die EU verwendet seit Oktober 2020 eine „Inzidenzampel“. Auf der Basis der aktuellen 14-Tages-Inzidenzen werden auf einer Europakarte Regionen in grüner, gelber oder roter Flächenfarbe dargestellt. Den Mitgliedsstaaten der EU ist es freigestellt, wie sie auf eine bestimmte Flächenfarbe in einem anderen Mitgliedsstaat reagieren.

#### Sonstiges Ausland
Risikogebiete werden seit dem 1. August 2021 nur noch in zwei Kategorien ausgewiesen: Hochrisikogebiete und Virusvariantengebiete. Das Robert Koch-Institut (RKI) bezeichnet Staaten/Regionen mit einer Sieben-Tage-Inzidenz von deutlich über 100 als Hochrisikogebiet und solche, in denen sich bestimmte Virusvarianten von SARS-CoV-2 ausgebreitet haben, als Virusvariantengebiete. Die Ausweisung von Ländern und Regionen der Erde als internationale Risikogebiete erfolgt durch das Auswärtige Amt, BMG und BMI gemäß § 2, Nr. 3 der Coronavirus-Einreiseverordnung auf der RKI-Website: Informationen zur Ausweisung internationaler Risikogebiete durch das Auswärtige Amt, BMG und BMI.
Es bestehen für geimpfte und genesene Personen keine Ausnahmen von Absonderungspflichten nach einer Einreise aus einem Virusvariantengebiet (§ 10 COVID-19-Schutzmaßnahmen-Ausnahmenverordnung).

### Infektionsschutzmaßnahmen in Deutschland im Rahmen der COVID-19-Pandemie

#### Schwellenwert 50 Neuinfektionen auf 100.000 Einwohner
Am 6. Mai 2020 beschlossen die Bundeskanzlerin und die Regierungschefs der deutschen Länder, dass in Gebieten mit einer "regionalen hohen Infektionsdynamik" verstärkte Infektionsschutzmaßnahmen gelten sollen. Als Grenzwert wurde eine Inzidenz von mehr als 50 Neuinfektionen pro 100.000 Einwohner binnen sieben Tagen festgelegt. In mehreren Bundesländern wurde dieser Grenzwert im Frühjahr 2020 auf 30 bis 35 Neuinfektionen pro 100.000 Einwohner in sieben Tagen gesenkt. Trotz der unten angeführten Möglichkeiten zu Maßnahmen unterhalb von Kontaktsperren für ganze Landkreise löste auch im Sommer 2020 die Annäherung an das Level „50 Neuinfektionen im Landkreis bzw. der kreisfreien Stadt“ ein Nachdenken über zu ergreifende Maßnahmen in den betroffenen Kreisämtern/Landratsämtern bzw. Rathäusern aus.
Am 26. Juni 2020 einigten sich die Bund und Länder auf die folgende Regelung: Menschen aus einem Kreis mit hohem Corona-Infektionsgeschehen dürfen nur dann außerhalb des „Hotspots“ beherbergt werden, wenn ein ärztliches Zeugnis bestätigt, dass sie keine Infektion haben. Das benötigte ärztliche Zeugnis muss sich auf eine molekularbiologische Testung stützen, die höchstens 48 Stunden vor der Anreise vorgenommen worden ist.
Wenn es in der Bevölkerung einer Region keine erhöhten Inzidenzen ohne Berücksichtigung derjenigen gibt, die einen direkten Bezug zu einem auffälligen Betrieb oder einer anderen lokalen Quelle einer Infektion haben, dann kann das zuständige Gesundheitsamt von kreisweiten Beschränkungen absehen bzw. diese aufheben. Dies geschah Mitte Mai 2020 im Fall eines COVID-19-Clusters bei einem Fleisch verarbeitenden Betrieb im Kreis Coesfeld.
Am 16. Juli 2020 einigten sich Bundeskanzlerin Merkel und die Regierungschefs der Länder darauf, dass bei akuten COVID-19-Ausbrüchen in Deutschland örtlich begrenzte Einschränkungen der Mobilität möglich sein sollen. Solche Maßnahmen sollen zielgerichtet erfolgen und müssen sich nicht auf den gesamten Landkreis beziehungsweise die gesamte kreisfreie Stadt beziehen, sondern sollen sich – je nach den örtlichen Gegebenheiten – auf die tatsächlich betroffenen Bereiche oder kommunalen Untergliederungen (auch in Nachbarkreisen) beschränken. Beschränkungen nicht erforderlicher Mobilität in die besonders betroffenen Gebiete hinein und aus ihnen heraus seien spätestens dann geboten, wenn die Zahl neu Infizierter weiter steige.
Bis Mitte Oktober 2020 benutzte eine zunehmende Zahl der Länder den Grenzwert „50 Neuinfektionen pro 100.000 Einwohner in den vergangenen 7 Tagen“ als Grundlage für die Verhängung einer Beherbergungsbeschränkung für Bewohner der betroffenen Kreise und Städte innerhalb Deutschlands. Reisenden aus inländischen Gebieten mit einer hohen COVID-19-Inzidenz wurden in einigen Ländern einige Pflichten erlassen, die für aus dem Ausland Zurückkehrende gelten, z. B. die Pflicht, sich testen zu lassen, wenn sie an ihren Wohnort heimgekehrt sind. Die Beherbergungsbeschränkung wurde nicht überall eingeführt und in einigen Ländern, auch aufgrund von Gerichtsentscheidungen, wieder abgeschafft. Besondere Bestimmungen für Beherbergungswillige gab es Ende Oktober 2020 nur noch in Hamburg und Sachsen-Anhalt.
Am 28. Oktober 2020 beschlossen die Bundeskanzlerin und die die Regierungschefs der Länder, dass es ab dem 2. November 2020 einen zunächst bis zum Ende des Monats befristeten „Lockdown light“ (umgangssprachliche Bezeichnung) in ganz Deutschland geben solle. Ziel sei es, die 7-Tage-Inzidenz für Deutschland wieder auf einen Wert unter 50 Neuinfizierten in den letzten 7 Tagen pro 100.000 Einwohner zu drücken. Nur unterhalb dieses Schwellenwertes sei es Gesundheitsämtern möglich, Kontakte Neuinfizierter systematisch nachzuverfolgen. Am 7. November 2020 errechnete das Berliner „Institut für Gesundheit und Sozialforschung (IGES)“, dass bis zum 30. November 2020 bestenfalls ein Wert von 7.500 Menschen, die als mit SARS-CoV-2 neu infiziert registriert worden seien, täglich in Deutschland erreicht werden könne. Das bedeute, dass der Zielwert von weniger als 50 Neuinfizierten auf 100.000 Einwohner deutlich verfehlt werden werde. Zur Erreichung des Ziels seien also, selbst bei einer Nettoreproduktionszahl unter 1, umfassende Lockerungen im Dezember 2020 ausgeschlossen.
Am 19. November 2020 trat der neue § 28a IfSG in Kraft. Für die Dauer der Feststellung einer epidemischen Lage von nationaler Tragweite sind besondere Schutzmaßnahmen zulässig. Maßstab ist insbesondere die Anzahl der Neuinfektionen mit dem Coronavirus SARS-CoV-2 pro 100.000 Einwohnern innerhalb von sieben Tagen (§ 28a Abs. 3 Satz 4 IfSG). Bei Überschreitung eines Schwellenwertes von über 50 Neuinfektionen sind umfassende Schutzmaßnahmen zu ergreifen, die eine effektive Eindämmung des Infektionsgeschehens erwarten lassen. Bei Überschreitung eines Schwellenwertes von über 35 Neuinfektionen sind breit angelegte Schutzmaßnahmen zu ergreifen, die eine schnelle Abschwächung des Infektionsgeschehens erwarten lassen. Unterhalb eines Schwellenwertes von 35 Neuinfektionen kommen insbesondere Schutzmaßnahmen in Betracht, die die Kontrolle des Infektionsgeschehens unterstützen (§ 28a Abs. 3 Satz 5 bis 7 IfSG).
Im Verlauf des Winters 2021 änderte sich die Blickrichtung. Es ging jetzt in erster Linie um die Frage, welche Wirkung sinkende 7-Tage-Inzidenzen haben könnten und sollten. In dem Maße, in dem sich Mutationen des COVID-19-Erregers SARS-CoV-2 auch in Deutschland durchsetzten, verlor der Grenzwert 50 Neuinfektionen auf 100.000 Einwohner an Bedeutung. Die Unterschreitung dieses Werts, welche das RKI für ein Land in einem Tagesbericht erstmals nach Monaten wieder am 14. Februar 2021 melden konnte, wurde nicht mehr als hinreichender Grund für den Beginn umfangreicher Lockerungsmaßnahmen betrachtet, „[w]eil die neuen Mutationen noch ansteckender sind als das bisherige Virus“.

#### Schwellenwert 100 Neuinfektionen auf 100.000 Einwohner
Wie niedrig die 7-Tage-Inzidenz sein müsste, um aus epidemiologischer Sicht Lockerungen rechtfertigen zu können, konnte Mitte Februar 2021 niemand seriös einschätzen. Am 3. März 2021 beschlossen die Bundeskanzlerin und die Regierungschefs der Länder einen Stufenplan mit fünf Öffnungsschritten, deren Inkraft- und Außer-Kraft-Treten von der Höhe der 7-Tage-Inzidenz abhängen sollte. Voraussetzung für den jeweiligen Öffnungsschritt sollte eine 7-Tage-Inzidenz unter 50 bzw. unter 100 Neuinfektionen auf 100.000 Einwohner sein. Bei Überschreiten des Inzidenzwerts 100 sollte eine „Notbremse“ greifen. Diese sollte wirksam werden, wenn an drei Tagen nacheinander in einem (Land-)Kreis oder einer kreisfreien Stadt der kritische Wert überschritten wurde. In diesem Fall sollten alle Öffnungsschritte, die nach dem 3. März 2021 vorgenommen wurden, rückgängig gemacht werden. Umgekehrt sollten nach Unterschreiten des Inzidenzwerts 100 Öffnungen in einer Gebietskörperschaft möglich werden.
Tatsächlich setzte im März 2021 in Deutschland eine „dritte Welle“ der Infektion ein, so dass es in vielen Gebietskörperschaften keine Öffnungsschritte gab. In anderen (Land-)Kreisen und kreisfreien Städten wurden bereits eingeleitete Öffnungsschritte rückgängig gemacht. Das Land Brandenburg kündigte an, die „Notbremse“ erst bei einer Inzidenz von 200 in der Landesverordnung als verbindlich festzuschreiben. Bundesweit gab es im März 2021 mehrere betroffene (Land-)Kreise und kreisfreie Städte, die nach Überschreiten des zulässigen Inzidenzwerts nicht mit einer „Notbremse“ reagierten.

#### Schwellenwert 150 Neuinfektionen auf 100.000 Einwohner
Im Frühjahr 2021 führten einige Länder einen Schwellenwert von 150 Neuinfektionen auf 100.000 Einwohner ein. Dieser Schwellenwert sollte verschiedene Funktionen erfüllen. Am häufigsten waren Soll-Vorschriften in Landesverordnungen, denen zufolge Landkreise und kreisfreie Städte, aber auch einzelne Kommunen durch das jeweilige Land verpflichtet wurden, (zusätzliche) „Notbremsen“-Maßnahmen wie nächtliche Ausgangssperren zu verfügen.

#### Schwellenwert 165 Neuinfektionen auf 100.000 Einwohner
Der Schwellenwert 165 Neuinfektionen auf 100.000 Einwohner ist im Hinblick auf die Zulässigkeit von Präsenzunterricht in Schulen relevant. Wird der Schwellenwert überschritten, ist in den Schulen des betreffenden (Land-)Kreises oder der kreisfreien Stadt nur noch Homeschooling erlaubt. Die Regelung ist Teil der sogenannten „Bundesnotbremse“ (Viertes Gesetz zum Schutz der Bevölkerung bei einer epidemischen Lage von nationaler Tragweite), die vom Bundestag und vom Bundesrat mehrheitlich beschlossen und am 22. April 2021 vom Bundespräsidenten unterzeichnet und verkündet wurde. Damit gibt es bundesweit einen Automatismus, die Anwendung der Regelung zu praktizieren. Niedrigere Schwellenwerte zu verfügen, ist allerdings Landes- und Kommunalpolitikern erlaubt.

#### Schwellenwert 200 Neuinfektionen auf 100.000 Einwohner
Am 25. November 2020 beschlossen die Bundeskanzlerin und die Regierungschefs der Länder, dass bei „besonders extremen Infektionslagen mit einer Inzidenz von über 200 Neuinfektionen pro 100.000 Einwohnern pro Woche und diffusem Infektionsgeschehen […] die umfassenden allgemeinen Maßnahmen noch einmal allgemein erweitert werden, um kurzfristig eine deutliche Absenkung des Infektionsgeschehens zu erreichen.“ Diese Norm wurde am 5. Januar 2021 präzisiert: Bewohner von (Land-)Kreisen und kreisfreien Städten, deren 7-Tage-Inzidenz den Wert von 200 Neuinfektionen überschreitet, dürfen sich prinzipiell nur noch 15 Kilometer von ihrem Wohnort entfernen.
Im Januar 2021 erließen mehrere bayerische Landkreise im Bayerischen Wald sowie vor und in den Bayerischen Alpen mit einer 7-Tage-Inzidenz von mehr als 200 Neuinfizierten auf 100.000 Einwohner ein Verbot von touristischen Tagesausflügen Kreisfremder in die betreffenden Landkreise. Die Erholung in diesen Landkreisen solle Menschen vorbehalten bleiben, die in dem Landkreis wohnen (und von einem eingeschränkten Bewegungsradius betroffen sind), und einer Überlastung der touristischen Infrastruktur solle vorgebeugt werden.

### Relativierung der Bedeutung der 7-Tage-Inzidenz in einem Gebiet
Bald nachdem eine Impfung gegen SARS-CoV-2 möglich wurde (ab Dezember 2020), wurden Stimmen laut, die eine Ungleichbehandlung von Geimpften und als „von COVID-19 genesen“ Geltenden einerseits und von Ungeimpften andererseits forderten. Die Kategorie „Risiko“ solle nicht mehr (primär) geographisch (nach dem Herkunfts- bzw. Aufenthaltsort einer Person), sondern nach ihrer individuellen „Gefährlichkeit“ beurteilt werden. Dabei wurden Nicht-Geimpfte als erheblich „gefährlicher“ für die Allgemeinbevölkerung eingestuft als vollständig Geimpfte und als „genesen“ Geltende. Als Beleg für diese These führte beispielsweise der bayerische Gesundheitsminister Klaus Holetschek an, dass an diesem Tag die 7-Tage-Inzidenz bei Ungeimpften in Bayern bei 58 pro 100.000 Einwohner gelegen habe, dagegen bei Geimpften nur bei 5,75 pro 100.000 Einwohner. Trotz des Siegeszug der Delta-Variante von SARS-CoV-2 mit einer deutlich erhöhten Zahl Impfdurchbrüchen (d. h. Infektionen trotz Impfungen) im Vergleich zu anderen SARS-CoV-2-Varianten müsse die Aufmerksamkeit Verantwortlicher also vor allem Ungeimpften gelten.
Auch entkoppelte sich im Verlauf des Jahres 2021 die Entwicklung der Zahl schwer Erkrankter und Verstorbener von der Entwicklung der Zahl Neuinfizierter. Dies ist einerseits auf den gestiegenen Anteil Jüngerer an den Ungeimpften, andererseits auf die auch bei Impfdurchbrüchen gegebene Wirkung von Impfungen als Schutz vor schweren Krankheitsverläufen zurückzuführen.
Am 25. August 2021 trat in Niedersachsen eine neue COVID-19-Verordnung in Kraft, durch die die Bedeutung der 7-Tage-Inzidenz als Grundlage des Handelns deutscher Gebietskörperschaften relativiert wurde. Seitdem werden neben der 7-Tage-Inzidenz der infizierten Personen pro 100.000 Einwohner zwei weitere Leitindikatoren zugrunde gelegt, und zwar die durchschnittliche Hospitalisierungszahl der letzten 7 Tage pro 100.000 Einwohner sowie der Anteil der COVID-19-Patienten auf den Intensivstationen des Landes. In Baden-Württemberg gilt seit dem 13. September 2021 eine Regelung, die einen Ausschluss Ungeimpfter aus weiten Bereichen des öffentlichen Lebens für den Fall vorsieht, dass der Anteil hospitalisierter bzw. auf Intensivstationen behandelter COVID-19-Patienten einen kritischen Wert überschreitet. In diesen Fällen wird in Baden-Württemberg eine „Warnstufe“ bzw. eine „Alarmstufe“ ausgerufen. Mediziner geben dabei zu bedenken, dass die „klassische“ 7-Tage-Inzidenz durch die neuen Regelungen weiterhin beachtet werden müsse.

### Ursachen der Entstehung von Clustern riskanten Ausmaßes
Das Institut für Gesundheit und Sozialforschung (IGES) in Berlin hat sich die Aufgabe gestellt, in seinem seit dem 15. September 2020 der Öffentlichkeit zur Verfügung stehenden „IGES Pandemie Monitor“ (siehe „Weblinks“) die Dynamik des COVID-19-Ausbruchsgeschehens in Deutschland zu analysieren. Nach Art einer Loseblattsammlung werden Analyseergebnisse laufend aktualisiert.
Ein Schwerpunkt der Arbeit des IGES besteht darin, „Pandemietreiber“ ausfindig zu machen. Hierbei sind geografische und soziale Aspekte zu berücksichtigen.
Unter geografischen Gesichtspunkten fällt demnach auf, dass vor allem Einwohner größerer Städte die COVID-19-Fallzahlen in die Höhe treiben. Im September 2020 sorgten 16 „Hotspots“ für 13 Prozent der Neuinfektionen (bei einem Bevölkerungsanteil von vier Prozent).
Die am 25. Oktober 2020 am stärksten belasteten Landkreise Rottal-Inn und Berchtesgadener Land waren lange Zeit unauffällig. Der starke Anstieg der Zahl der COVID-19-Fälle ist vor allem auf das Verhalten junger Männer zurückzuführen. Diese gelten auch anderenorts als Pandemietreiber.
Das Durchschnittsalter Neuinfizierter war im Frühjahr 2020 relativ hoch, Ende Oktober 2020 aber relativ niedrig. Ausbrüche in Alten- und Pflegeheimen wurden zunächst ab dem Frühjahr 2020 selten, nahmen aber im Zuge der zweiten Welle wieder zu.
Im August und September 2020 spielten Rückkehrer von Urlaubsreisen eine große Rolle. Dieser Faktor hat aber deutlich abgenommen, erkennbar an der sinkenden Infektionsrate von Kindergarten- und Schulkindern. 45 Prozent der infizierten Reiserückkehrer hatten sich im Sommer 2020 in den Nachfolgestaaten des ehemaligen Jugoslawien aufgehalten.
Als Pandemietreiber fungieren immer wieder Großfamilien und deren Feiertraditionen. Es gibt eine Korrelation zwischen einem hohen Ausländeranteil in einer Gebietskörperschaft und einer überdurchschnittlich hohen 7-Tage-Inzidenz.
Immer wieder gibt es Ausbrüche in Freikirchengemeinden und in der Fleisch verarbeitenden Industrie. Eine Sonderauswertung des Bundesministeriums für Arbeit und Soziales ergab, dass es in der Fleischwirtschaft in Deutschland zwischen dem 15. März und dem 24. Oktober 2020 42 „Vorfälle“ gegeben habe. Während die Quote derjenigen, die sich im Verlauf des Jahres 2020 nachweislich mit SARS-CoV-2 infiziert haben, in Deutschland Ende Oktober 2020 bei 0,6 % gelegen habe, sei dies bei 2,2 % der Stammbelegschaften und 4,9 % der Werk- und Zeitvertragsarbeiter in Schlachthöfen der Fall gewesen.
Für die neunte Kalenderwoche 2021 stellte das Institut für Gesundheits- und Sozialforschung (IGES) fest, dass die Hauptursache für den Anstieg der 7-Tage-Inzidenz darin liege, dass außer Dänemark alle Nachbarstaaten höhere 7-Tage-Inzidenzen als Deutschland zu verzeichnen hätten. Insbesondere die sehr hohe 7-Tage-Inzidenz Tschechiens (786 Neuinfektionen auf 100.000 Einwohner) stelle eine große Belastung für grenznahe Städte und Landkreise dar.

### Kritik

#### 2020
Der Großteil der im Folgenden referierten Argumente entstammt der Zeit zwischen der ersten und der zweiten Welle der COVID-19-Pandemie in Deutschland in der Jahresmitte 2020. Im Kern geht es den Kritikern um die Frage, wie man auf (noch) vereinzelte Grenzwertüberschreitungen angemessen reagieren sollte. Viele Argumente sind ab dem Zeitpunkt im Herbst 2020 gegenstandslos geworden, als es in Deutschland zum Regelfall wurde, dass in Gebietskörperschaften die Quote von 50 Neuinfizierten auf 100.000 Einwohner überschritten wurde.

##### Konzentration auf Landkreise bzw. kreisfreie Städte
An der Methode, sich bei der Handhabung des Begriffs „Region mit einer hohen Inzidenz“ im Hinblick auf Regionen in Deutschland stets auf Gebiete in der Größe eines (Land-)Kreises bzw. einer kreisfreien Stadt zu beziehen, wurde vor allem während der Massenquarantäne der Kreise Gütersloh und Warendorf Kritik geübt. Das mit Beschränkungen überzogene Gebiet sei zu groß. So gebe es in beiden Kreisen Gemeinden, die kaum von COVID-19 betroffen seien. Auch seien in Gebieten mit vielen Beschäftigten in der Fleischverarbeitungsbranche nicht Gebietskörperschaften die Quelle der Infektion, sondern Schlachtbetriebe, deren Beschäftigte und Kontaktpersonen. Diese gelte es gezielt zu isolieren, nicht die Kreisbevölkerung als Ganze. Diese Kritik wird im Wesentlichen von dem o. g. Urteil des Oberverwaltungsgerichts Münster vom 6. Juli 2020 geteilt.
Bei der Bewertung der Bedeutung erhöhter Inzidenzen ist auch zu berücksichtigen, dass (Land-)Kreise innerhalb Deutschlands verschiedene Zuschnitte haben. So gibt es etwa flächenmäßig sehr große Landkreise mit Orten, die von der Kreishauptstadt mehr als 50 km entfernt sind (z. B. den Landkreis Cuxhaven in Niedersachsen oder den Landkreis Vorpommern-Greifswald in Mecklenburg-Vorpommern). Solche Orte sind zumeist von Ausbrüchen in Orten am entgegengesetzten Ende des Landkreises kaum betroffen.

Weit entfernt von der Kreishauptstadt (Cloppenburg) ist auch Barßel. Barßeler machten geltend, dass die COVID-19-Lage Mitte Oktober 2020 in Barßel eher mit der im unmittelbar angrenzenden Apen (Landkreis Ammerland) vergleichbar sei als mit der im Süden des Landkreises Cloppenburg.

Dass die 7-Tages-Inzidenz Anfang Oktober 2020 im Fall des COVID-19-Ausbruchs in einem Schlachthof in Sögel (Landkreis Emsland) nicht den Wert von 100 Neuinfizierten pro 100.000 Einwohner überschritt, ist letztlich der Tatsache zu verdanken, dass es den Landkreis Aschendorf-Hümmling, dem Sögel bis 1977 angehörte, nicht mehr gibt. Dieser Landkreis war nur etwa ein Drittel so groß wie der heutige Landkreis Emsland.
Später wurde im Gegenteil der „Flickenteppich“ kritisiert, der durch landes-, landkreis- oder sogar ortsspezifische Regelungen entstehe. So wurde etwa im März 2021 über die Stadt Papenburg und im Landkreis Emsland nur über diese eine nächtliche Ausgangssperre verhängt, nachdem sich unter Beschäftigten der Meyer Werft in Papenburg ein Cluster gebildet hatte.

##### Alternativen zur Massenquarantäne in einem Landkreis / einer kreisfreien Stadt
Im Hinblick auf die Einschränkung der Bewegungsfreiheit von Menschen in einem Risikogebiet in Deutschland meinte die niedersächsische Gesundheitsministerin Carola Reimann im Juni 2020, man müsse jeden Fall „individuell beobachten und wirklich gucken, ob es ein lokal eingrenzbarer Ausbruch ist, oder ob es einer ist, der über den Landkreis verteilt ist.“ Nur in letzterem Fall sei ein Lockdown zu rechtfertigen.
Der Denkanstoß der Ministerin wurde im Fall des COVID-19-Ausbruchs in Evenkamp, wo sich eine Amateurfußballmannschaft infiziert hatte, vom Landrat des niedersächsischen Landkreises Cloppenburg befolgt. Die „Niedersächsische Verordnung über Beherbergungsverbote zur Eindämmung des Corona-Virus SARS-CoV-2“ vom 9. Oktober 2020 sah ausdrücklich vor, dass einzelne Risikogebiete in Deutschland im Sinne des Beherbergungsverbots des Landes nicht als solche betrachtet werden müssen, und zwar dann, wenn ein „klar eingrenzbarer Ausbruch“ zur Überschreitung des Grenzwerts geführt hat. Zudem legt das Land Niedersachsen bei der Einschätzung der Lage in niedersächsischen Gebieten nicht die Daten des Robert Koch-Instituts, sondern seine eigenen, in der Regel um einen Tag aktuelleren Berechnungen zugrunde.

##### Beherbergungsverbote und -beschränkungen
Der Verzicht auf die Verfügung einer Massenquarantäne im Fall einer Überschreitung des Grenzwerts durch den zuständigen (Land-)Kreis bzw. die zuständige Stadt oder durch das betroffene Land führt nicht dazu, dass diese Überschreitung anderswo in Deutschland für die betroffenen Bürger keine Konsequenzen hätte.
Beispielsweise bestimmte § 14 Abs. 2 Satz 1 der 6. Bayerischen Infektionsschutzmaßnahmenverordnung vom 19. Juni 2020, dass die Betreiber von Hotels, Beherbergungsbetrieben, Schullandheimen, Jugendherbergen, Campingplätzen und diejenigen, die sonstige Unterkünfte jeder Art zur Verfügung stellen, „keine Gäste aufnehmen [dürfen], die aus einem Landkreis oder einer kreisfreien Stadt eines anderen Landes der Bundesrepublik Deutschland anreisen oder dort ihren Wohnsitz haben, in dem oder in der in den letzten sieben Tagen vor der geplanten Anreise die Zahl der Neuinfektionen mit dem Coronavirus SARS-CoV-2 laut Veröffentlichung des Robert Koch-Instituts (RKI) höher als 50 pro 100.000 Einwohnern liegt.“ Der Verwaltungsgerichtshof München entschied am 28. Juli 2020, dass diese Bestimmung unverhältnismäßig sei. Dem Gericht erscheint es insbesondere als „fraglich, ob sich allein aus der Überschreitung einer 7-Tages-Inzidenz von 50 pro 100.000 Einwohnern die Erforderlichkeit eines Verbots der Beherbergung von Gästen aus diesen Landkreisen und kreisfreien Städten ergeben kann.“

Auch dürfe der Bürger nicht „schrankenlos einer Normsetzungsgewalt ausgeliefert“ sein (hier: dem Robert Koch-Institut), „die ihm gegenüber weder staatlich noch mitgliedschaftlich legitimiert ist.“ Das widerspreche dem Rechtsstaatsprinzip.

Auf die Frage: „Mit welchen Erwägungen rechtfertigt der Verordnungsgeber, dass das Beherbergungsverbot des § 14 Abs. 2 Satz 1 6. BayIfSMV nur für Gäste gilt, die aus einem Landkreis oder einer kreisfreien Stadt eines anderen Landes der Bundesrepublik Deutschland anreisen oder dort ihren Wohnsitz haben, nicht jedoch für Gäste, die aus Bayern anreisen oder dort ihren Wohnsitz haben?“ erhielt das Gericht keine Antwort. Sie spielte bei der Urteilsbegründung keine Rolle.

Mit Wirkung vom 2. August 2020 trat die Verordnung außer Kraft. Eine Beherbergungsbeschränkung gab es in Bayern dennoch bis zum 16. Oktober 2020.
Das Urteil hatte auf eine ähnliche Praxis in anderen Ländern keine Auswirkungen. In ihnen wurden bis Mitte Oktober 2020 Bürger aus Risikogebieten in Deutschland automatisch von der Beherbergung ausgeschlossen, sobald das Robert Koch-Institut amtlich die Überschreitung des Wertes von 50 Neuinfektionen pro 100.000 Einwohner in den letzten sieben Tagen in der betreffenden Gebietskörperschaft festgestellt hat.
Auch das ursprünglich eher zögerlich reagierende Land Niedersachsen attestierte dem Land Berlin am 9. Oktober 2020 in seiner „Verordnung über Beherbergungsverbote zur Eindämmung des Corona-Virus SARS-CoV-2“ eine erhöhte 7-Tages-Inzidenz (51,0), was zu einem Beherbergungsverbot für alle Berliner in Niedersachsen führte. Einen „klar eingrenzbaren Ausbruch“ (auf einzelne Stadtbezirke Berlins oder kleinere Cluster) konnte Niedersachsen in Berlin zu diesem Zeitpunkt nicht erkennen.

##### Mangelnder Konsens über die Verbindlichkeit des Grenzwerts
Die Politik der Isolation von Bereichen mit erhöhten Inzidenzen wurde ab Juni 2020 nicht mehr von allen Ländern unterstützt. Zu den Ländern, die beschlossen, alle öffentlichen Kontaktsperren aufzuheben, gehörte im Juni 2020 auch der Stadtstaat Berlin. Die „Silvester in Berlin GmbH“ gab am 18. September 2020 bekannt, dass sie an ihrem Plan, in Berlin zum Jahreswechsel 2020/2021 die traditionelle Silvesterparty am Brandenburger Tor stattfinden zu lassen, festhalten wolle. Am selben Tag überschritt die Millionenstadt München den Grenzwert von 50 Neuinfektionen pro 100.000 Einwohnern, woraufhin die Zusage kurzfristig zurückgezogen wurde, dass an diesem Tag das Saison-Auftaktspiel des FC Bayern München mit Publikum stattfinden dürfe.
Je länger die Pandemie andauerte, desto mehr Abweichungen in einzelnen Ländern, (Land-)Kreisen und kreisfreien Städte von den in den Konferenzen der Bundeskanzlerin und der Regierungschefs der Länder gefassten Beschlüsse gab es.
In Luxemburg wurde die Kritik laut, dass in Deutschland nicht genügend berücksichtigt werde, dass COVID-19-Tests in Luxemburg systematischer durchgeführt würden als in größeren EU-Mitgliedsstaaten. Dabei wird davon ausgegangen, dass mehr Tests zu mehr positiven Testergebnissen führten. Dass dieser Sachverhalt die Rückkehr einer Gebietskörperschaft zu „akzeptablen“ Inzidenzwerten erschwere, wurde auch in Deutschland als Argument angeführt.

##### Kritik an der Arbeit des RKI
Gesundheitsämter in den betroffenen Kreisen und Städten werden umgehend über die Zahl der Infizierten, den Schweregrad der Erkrankung und die Zahl der Todesopfer in ihrem eigenen Bereich informiert. Im Anschluss werden diese Informationen der Kreise und Städte zeitnah an das zuständige Landesgesundheitsamt weitergeleitet. Das Robert Koch-Institut veröffentlicht diese Daten in der Regel mit einer Verzögerung von einem Tag und kann spät eingegangene Daten nicht berücksichtigen. Dadurch sind die 7-Tages-Inzidenzen, die das Robert Koch-Institut veröffentlicht, nicht tagesaktuell und häufig zu niedrig. (Regelmäßig werden noch fehlende Daten nachträglich aktualisiert.) Dadurch werden Warnungen und Entwarnungen des RKI, systembedingt, spät gemeldet.

Im September 2020 hat dieser Umstand dazu geführt, dass bayrische Städte und Landkreise unmittelbar auf die regionalen Fallzahlen reagierten, ohne auf Bestätigung und Empfehlung des Robert Koch-Instituts zu warten.
Am 23. September 2020 meldete das Robert Koch-Institut, dass es im Landkreis Cloppenburg nach der Infektion einer Amateur-Fußballmannschaft wieder weniger als 50 Neuinfizierte innerhalb der letzten sieben Tage gebe. Aus Erhebungen des Niedersächsischen Landesgesundheitsamts vom 13. Oktober 2020 geht jedoch hervor, dass zu keinem Zeitpunkt seit dem 16. September 2020 für den Landkreis Cloppenburg die 7-Tages-Inzidenz unter dem Wert von 50 Neuinfizierten pro 100.000 Einwohnern gelegen habe.
Seit Herbst 2020 stand das RKI öfter in der Kritik, bei der Verfolgung des Infektionsgeschehens und der Anordnung von Maßnahmen „zu langsam“ zu sein.

##### Begrenzte Effizienz des Aufspürens von Clustern
In einer frühen Phase der Pandemie in einem Land ist es sinnvoll, COVID-19-Cluster ausfindig zu machen. Werden diese Situationen schnell erkannt und gehen die Mitglieder des Clusters in Quarantäne, ehe sie weitere Menschen außerhalb des Clusters anstecken, kann sich das Virus nur begrenzt ausbreiten. Dasselbe gilt, wenn die Mitglieder eines Clusters weitgehend unter sich bleiben. Das Infektionsgeschehen kann zwar aufflammen und wieder abebben, bleibt aber eher moderat und lokal auf Cluster begrenzt. Wenn jedoch der Punkt erreicht sei, an dem der Perkolationseffekt eintrete, sei es nicht mehr zielführend, Cluster für Cluster einhegen zu wollen.
Diese skeptische Sicht teilte am 23. Oktober 2020 die Neue Zürcher Zeitung nicht. Sie teilte mit, dass es auch angesichts schnell wachsender COVID-19-Fallzahlen weltweit nach wie vor sinnvoll sei, nach Clustern zu suchen, in denen Superspreader aktiv seien, wenn diese Aufgabe auch zusehends schwieriger werde („Es hat Cluster, aber wir finden sie nicht“).